# 安枝新介
安枝新介（やすえだしんすけ、1989年〈平成元年〉12月2日 - ）は、日本のプロデューサー。

## 略歴・人物
福岡県出身。2013年4月、株式会社AOI Pro.に入社。TV-CMを中心に、プロダクションマネージャーとして経験を積み、2018年11月、THINGMEDIA株式会社に3人目のメンバーとしてジョイン。ブランドムービーなどを中心にプロデューサーとして経験を積み、その後、2021年9月に、エクレア株式会社を創業した。

## 主な制作・映像作品

### CM
- TOYOTA G’s BOOT CAMP（2015）
- ポケモンカードゲーム（2016）
- KOSE エスプリーク（2016）※北川景子出演
- ドクターシーラボ（2017）
- Final Fantasy（2017）
- SIE PlayStation VR ローンチムービー（2018）
- Introducing KARTE supported by Google Cloud Platform（2019年）
- FABRIC TOKYO『Start Here』（2019年）
- 『モンストグランプリ2019 アジアチャンピオンシップ』ドキュメンタリー（2019年）
- 青山・表参道ヘアサロン『ZACC（ザック）』（2019年）
- Voicy『Voicy’s Vision』（2019年）
- ASICS ブランドムービー（2020年）
- マイナビ サービス紹介映像（2020年）
- FORBIS（2020年）
- 株式会社ヘルスケアテクノロジーズ（2021年）
- ブランドムービー『STAMP』（2021年）
- NIKON Z9 LAUNCHMOVIE（2021年）
- Aidemy ブランドムービー（2021年）
- NELL TVCM（2022年）
- トイサブ！TVCM（2022年）
- HELPO BRANDMOVIE（2022年）
- SPECER PRODUCT VIDEO（2022年）
- ザ コカ・コーラ ジャパン REAL GOLD（2022年）
- ザ コカ・コーラ ジャパン CHILLOUT（2023年）

### MV
- SnowMan『BREAKOUT』MV（2024年）
- 乃木坂46『サヨナラの意味』MV（2017年）
- 北山宏光『Just Like That』MV（2024年）
- No Bully Movement『No Bully feat OZworld, KEIJU, IO, D.O, 漢 a.k.a. GAMI, GDX a.k.a. SHU, JESSE(RIZE/The BONEZ), ANARCHY, BOO a.k.a. フルスイング, 田中雄士, 般若, DJ WATARAI, Zeebra』MV（2024年）
- SALU『Blood feat. KOWICHI, Starceed』MV（2024年）
- ELIONE『LIFE SIZE feat. G-k.i.d』MV（2024年）
- ゲスの極み乙女。『秘めない私』（2019年）
- DATS『Game Over』（2019年）

### YouTube
- マイナビ就活対談コンテンツ「1X1」（2021年）
- FABRIC TOKYO「私と、スーツと、特別な日」（2021年）